# Apollinare (nome)
Apollinare  è un nome proprio di persona italiano maschile.

## Varianti in altre lingue
- Basco: Apoliñari[3]
- Catalano: Apol·linar[3], Apol·linari[3]
- Francese: Apollinaire[4]
- Greco antico: Ἀπολλινάριος (Apollinarios)[1][2], Ἀπολλινάρις (Apollinaris)[4],
- Latino: Apollinaris[1][2]
- Polacco: Apolinary[4]
- Romagnolo: Pulinéra[1]
- Russo: Аполлинарий (Apollinarij)
  - Femminili: Аполлинария (Apollinarija)[5]
  - Ipocoristici femminili: Полина (Polina)[5]
- Spagnolo: Apolinar[4][3], Apolinario[3]
- Ungherese: Apollinár

## Origine e diffusione
Deriva dal greco Ἀπολλινάριος (Apollinarios), passato in latino come Apollinaris, comune in età imperiale e attestato anche come femminili (uno uso che permane talvolta anche in italiano moderno); analogamente ad Apollonio e Apollodoro, è derivato dal nome del dio della mitologia greca Apollo, con il senso di "relativo ad Apollo".
In italiano moderno il nome è raro, diffuso sostanzialmente solo in Romagna, specialmente nel ravennate, il cui patrono è sant'Apollinare; negli anni 1970 se ne contava appena un centinaio di occorrenze.

## Onomastico
L'onomastico si festeggia in genere il 20 luglio (o il 23) in memoria di sant'Apollinare, vescovo di Ravenna. Con questo nome si ricordano inoltre, alle date seguenti:
- 5 gennaio, santa Apollinaris Sincletica, vergine, eremitessa nel deserto in Egitto[1][3][8]
- 8 gennaio, sant'Apollinare, vescovo di Gerapoli[1][7][8]
- 21 giugno, sant'Apollinare, martire in Africa[1][8]
- 21 agosto, san Sidonio Apollinare, vescovo di Clermont-Ferrand[7]
- 23 agosto, sant'Apollinare, martire a Rheims[8]
- 27 novembre, sant'Apollinare, abate di Montecassino[7][8]
- 5 ottobre, sant'Apollinare, vescovo di Valence[1][7][8]
- 6 dicembre, sant'Apollinare, diacono, martire a Trieste sotto Caracalla[7]

Si ricordano con questo nome anche due beati: Apollinare da Posat, martire a Parigi durante la rivoluzione francese (2 settembre), e Apolinar Franco, sacerdote francescano, martire in Giappone (12 settembre).

## Persone

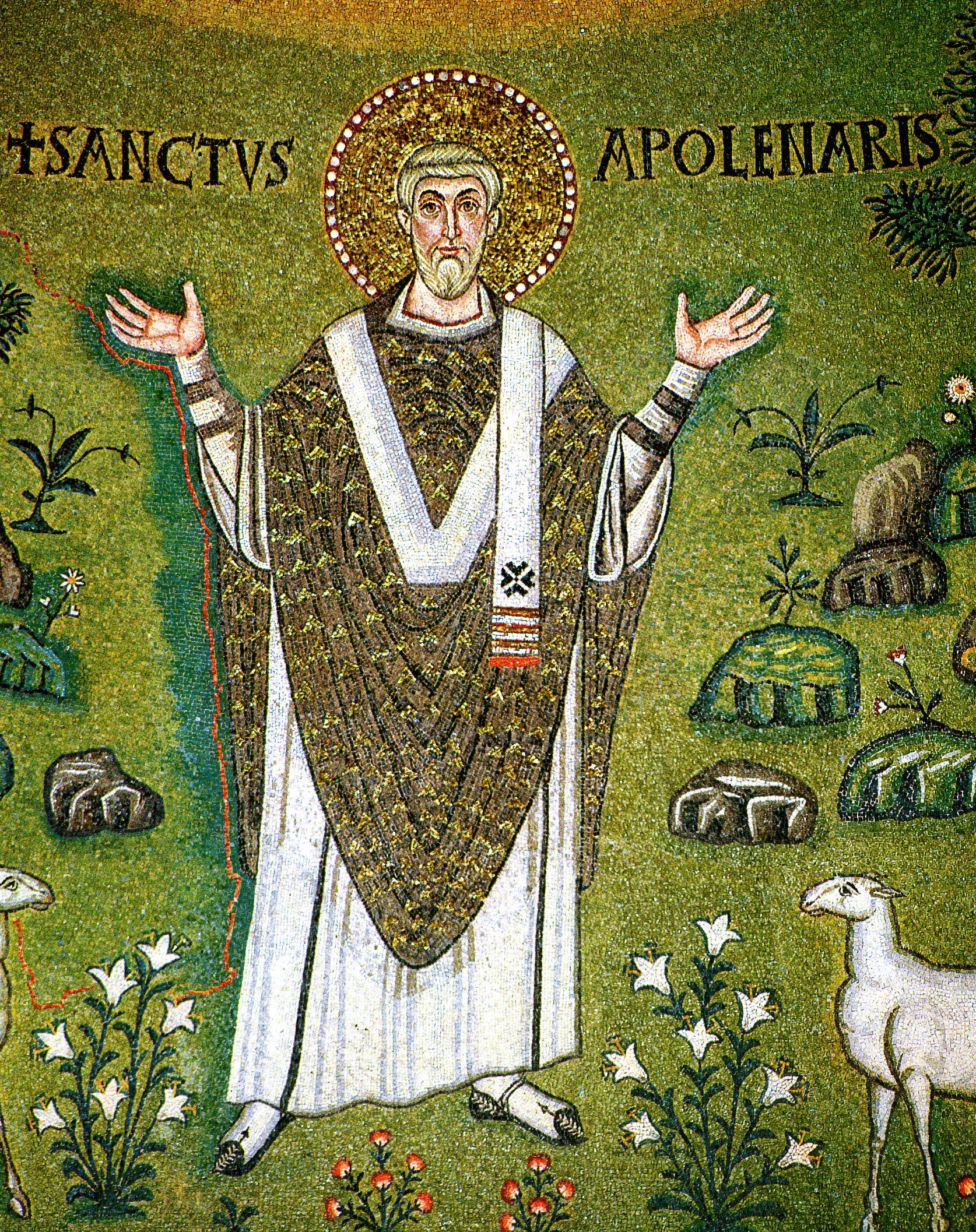
Apollinare di Ravenna

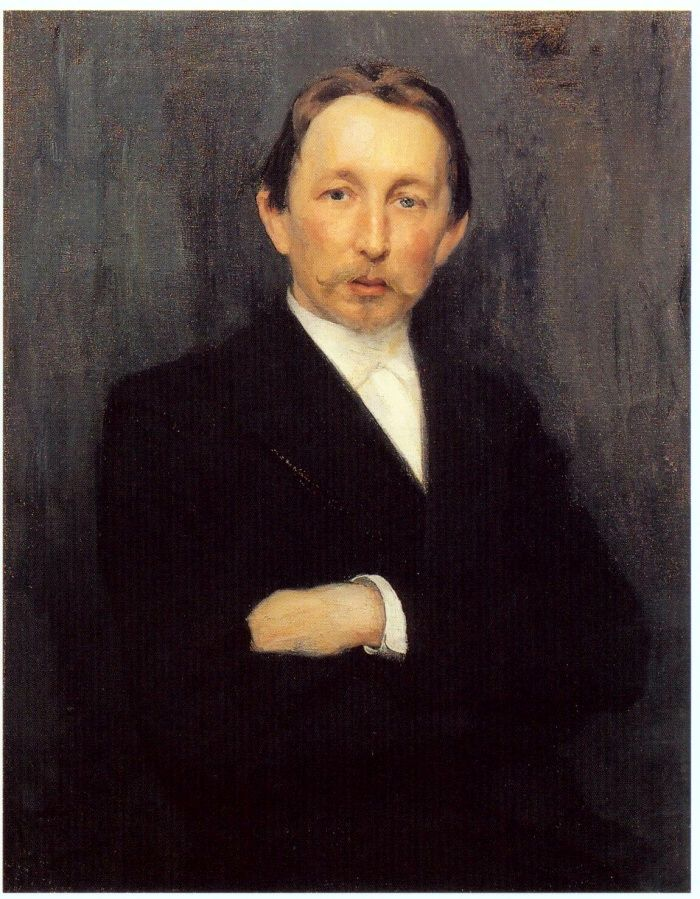
Apollinarij Michajlovič Vasnecov

- Apollinare, prefetto del pretorio delle Gallie
- Apollinare, nobile e vescovo romano
- Apollinare di Alessandria, arcivescovo bizantino
- Apollinare di Ierapoli, vescovo greco
- Apollinare di Laodicea, vescovo greco antico
- Apollinare di Laodicea il Vecchio, teologo e grammatico greco antico
- Apollinare di Ravenna, vescovo romano
- Apollinare di Valence, vescovo francese
- Apollinare Agresta, teologo, filosofo, storico e scrittore italiano
- Apollinare Calderini, religioso e scrittore italiano
- Apollinare Offredi, filosofo, astrologo e medico italiano

### Varianti maschili
- Apollinarij Butenev, diplomatico russo
- Apolinario de Almeida, arcivescovo cattolico e missionario portoghese
- Apollinarij Dudko, regista sovietico
- Apollinaire Joachim Kyélem de Tambèla, politico e avvocato burkinabé
- Apolinario Mabini, politico e rivoluzionario filippino
- Apolinar Paniagua, calciatore paraguaiano
- Apollinarij Vasnecov, pittore russo

### Variante femminile Apollinarija
- Apollinarija Suslova, scrittrice russa